# Щетинина, Ольга Владимировна
Ольга Владимировна Щетинина (род. 30 марта 1975, Горький) — российский политический деятель, сенатор Российской Федерации от исполнительного органа государственной власти Нижегородской области. Вошла на основании Постановления в Комитет Совета Федерации по науке, образованию и культуре.

## Биография
Имеет два высших образования. В 1997 году окончила Волго-Вятскую академию государственной службы при президенте РФ по специальности «государственное и муниципальное управление» с присвоением квалификации менеджера, в 2020 году — Российскую академию народного хозяйства и государственной службы при президенте РФ (исследователь, преподаватель-исследователь).
В 1996—1999 годах — менеджер по реализации проекта дочернего предприятия M. Meesrnburg Gmbh в России ООО «М. Меезенбург — Россия».
В 1999—2000 — региональный представитель группы компаний «Тика» (Москва).
В 2000—2002 — директор ООО «Базальт — 2000» (Нижний Новгород).
С сентября 2002 по июнь 2007 года — начальник отдела по связям с общественностью, первый заместитель руководителя регионального исполнительного комитета партии «Единая Россия» в Нижегородской области.
С июня 2007 по март 2011 года — руководитель аппарата фракции «Единой России» в Законодательном собрании Нижегородской области.
В 2011—2014 годах — руководитель регионального исполкома «Единой России». Заместитель секретаря регионального отделения по работе с депутатами и депутатскими объединениями.
С 2011 по 2023 год — депутат Законодательного собрания Нижегородской области.
Перед избранием в Совфед — первый заместитель председателя Законодательного Собрания Нижегородской области.

## Совет Федерации
С 12 декабря 2023 года — член Совета Федерации РФ (сенатор) от исполнительного органа государственной власти Нижегородской области. Была назначена губернатором региона Глебом Никитиным. Предыдущий представитель администрации области в Совете Федерации Владимир Лебедев скончался 30 ноября 2023 года.

## Награды
- Медаль ордена «За заслуги перед Отечеством» II степени (2023)